# Верховая езда
Верховая езда, или езда — способ передвижения, при котором человек (всадник) находится на спине животного (чаще лошади, реже — осла, верблюда, слона и других). 
В более узком смысле — один из видов профессионального и любительского спорта или досуга. 
В профессиональном конном спорте верховая езда делится на отдельные дисциплины, такие как скачки, выездка, конкур, троеборье, джигитовка, вольтижировка. 
Использование верховой езды с лечебной целью называется иппотерапией. 
Лошадь для езды верхом называется верховая лошадь.

## История

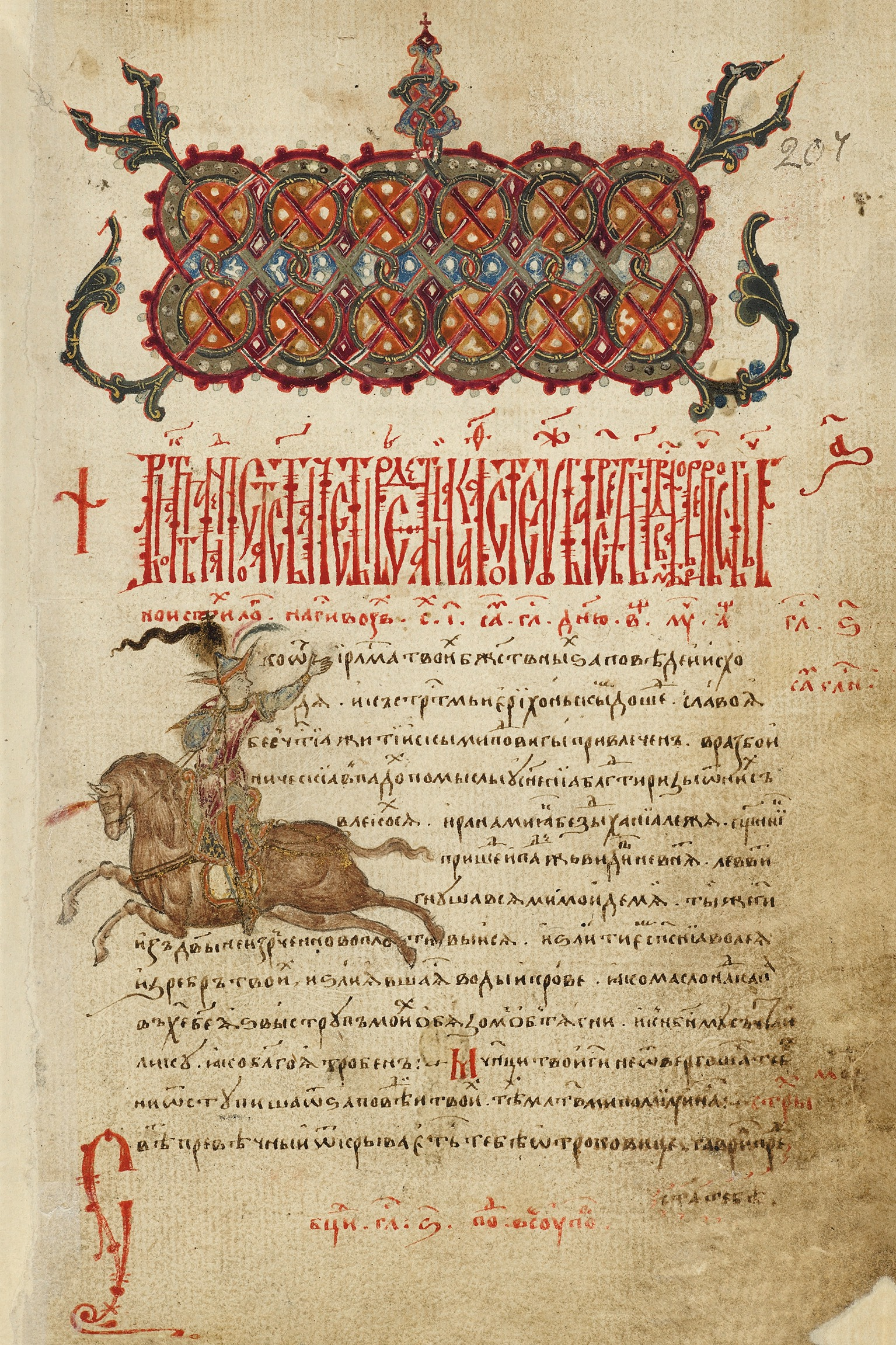
Рисунок всадника в «Буслаевской псалтири» (1485—1490 гг.)

Хотя люди приручили диких лошадей как минимум 6000 лет назад, ездить верхом они начали существенно позже.
Судя по археологическим данным, верховая езда зародилась в бронзовом веке в евразийской степи. О времени первых экспериментов судят по косвенным признакам, а именно — по комплексу специфических изменений костной ткани тазо-бедренных суставов, которые могли быть вызваны влиянием верховой езды на человека. Самые ранние такие изменения обнаружены у мужчин из захоронений ямной археологической культуры начала 3 тысячелетия до н. э. в низовьях Дуная. Одни из самых ранних находок, непосредственно связанных с всадничеством (псалии, черепа лошадей с признаками использования уздечки), обнаружены в могильнике Новоильиновский II в Казахстане (андроновская культура) и датируются первой половиной 2-го тысячелетия до н. э.
У скелетов лошадей из некрополей Шижэньцзыгоу и Сигоу в Синьцзяне на северо-западе Китая (350 год до н. э.) были выявлены костные изменения в тех отделах позвоночника, которые обычно больше всего испытывают нагрузку от всадника, черепа имели ярко выраженные бороздки на костях носа.
Европейцы позаимствовали этот способ передвижения у персов, главным образом в военных целях, и сразу же достигли в этом отношении большого искусства; большой популярностью пользовались конницы фессалийская и фракийская; этому способствовало учреждение в Греции, а затем и Риме и особых академий верховой езды. Надо, однако, заметить, что в эпоху римского владычества кавалерия представляла собой лишь вспомогательный род войск и вообще была недостаточно квалифицированной. Именно искусство езды не могло достичь большой высоты, потому что ездили и греки, и римляне без седел и стремян, и без достаточной уверенности в посадке у них поэтому не могло быть удачного военного применения данного навыка. Тем не менее, их посадка была практичной и легкой.

Её изменение последовало вслед за изобретением седла (примерно VI вв. до нашей эры), а затем, позже, — тяжёлых рыцарских доспехов.
Затем изменения в верховой езде обусловливались военными и тактическими требованиями, предъявляемыми кавалерии, в отношении же любителей — требованиями моды на тот или иной род верхового спорта.
Рыцари, вынужденные крепко держаться в седле для действия копьем, имели седла особой конструкции — с высокими сплошными луками, придававшими седлу вид ящика, в котором приходилось как бы торчать на разрезе, имея вытянутую ногу, сильно упираясь в стремена и подавая корпус вперед.
С введением огнестрельного оружия посадка кавалеристов в седле стала более глубокой. Войны XVIII и начала XIX века требовали от кавалерии крайней сомкнутости и стройности движения целыми частями. Это условие вызывало точно определенную, натянутую, как бы одеревенелую, условно красивую посадку. Появилась необходимость в достижении особо тонкой выездки лошади, хотя бы в ущерб быстроте, и тонкого ею управления, а следствием этого — обучение людей и лошадей в манежах и доведение их до степени дрессировки.
С развитием огнестрельного оружия видоизменялся характер верховой езды кавалеристов: она переносилась в поле на дальние расстояния, на пересеченную местность, на быстрых аллюрах, с преодолеванием препятствий. Для каждого аллюра рекомендуется своя посадка.

## Особенности верховой езды у разных народов
Верховая езда со времени введения её у цивилизованных народов резко разделилась на два вида: простое использование коня без предварительного его обучения и воспитания, с употреблением только некоторых приемов, имеющих целью подчинить его волю воле всадника, и езда на лошадях, приготовленных для этой цели по известным правилам известной школы.
Восточные народы преимущественно пользовались первым способом, будучи природными наездниками, с малых лет знакомые с лошадью. Таким способом до сих пор ездят все азиатские народы, жители Южной Америки (ковбои), отчасти российские и украинские казаки и коренные жители Кавказа, а также большинство наездников-самоучек, например, фермеры, крестьяне и т. д.
Нельзя не заметить, что так называемые природные всадники также имеют некоторые строго определённые правила верховой езды, выработанные практикой и передаваемые из поколения в поколение, казакам же пришлось вследствие тактических требований принять некоторые приемы и правила культурных наездников, тем не менее оставив в основе езды свои принципы. Все европейские народы приняли искусственный способ верховой езды, который в течение столетий подвергался многочисленным изменениям, и в настоящее время ещё нельзя говорить о том, что даже общие принципы верховой езды, не только отдельные, более мелкие правила, установлены вполне определенно и считались бы бесспорными.
В Европе на данный момент существуют четыре основных школы верховой езды:

первая, Испанская, расположена в Вене,

вторая — Le Cadre noir во Франции, в Сомюре,

третья — Королевская андалузская школа верховой езды, находящаяся в Испании и

четвертая — Национальная школа искусства верховой езды в Лиссабоне (Португалия).
Все эти школы сосредотачивают свои усилия на максимальном развитии физических возможностей лошади: силы, гибкости и ловкости. Для своих целей отбирают, как правило, лошадей определённых пород.